# ZiS-30
Die ZiS-30 war eine leichte Selbstfahrlafette, die 1941 für die sowjetische Rote Armee gebaut wurde. 

## Geschichte
Das Fahrgestell ist gepanzert und basiert auf der Artilleriezugmaschine T-20 „Komsomolez“. Die Konstruktion war erfolgreich, allerdings waren die produzierten Stückzahlen zu gering aufgrund der begrenzten Verfügbarkeit der Komsomolez-Traktoren. Der ZiS-30 war eines der wenigen hastig entworfenen gepanzerten Kampffahrzeuge, die die sowjetische Industrie kurz nach der deutschen Invasion während der Operation Barbarossa im Jahr 1941 herstellte. Im August 1941 montierte Wassili Gawrilowitsch Grabins Konstruktionsbüro im Werk Gorki Nr. 92 die 57-mm-ZiS-2-Kanone auf das Fahrgestell eines Komsomolets-Artillerie-Traktors. Nur rund 100 wurden produziert.
Für ihre Ära war die ZiS-2-Kanone eine der leistungsstärksten Panzerabwehrkanonen auf dem Markt. Die meisten Waffen dieser Zeit waren zwischen 20 und 50 mm groß, was die ZiS-2 mit 57 mm etwas größer machte, aber sie war auch viel länger, und ein größerer Verschluss feuerte weitaus stärkere Munition ab. Sie feuerte eine 3 kg schwere Granate mit einer Mündungsgeschwindigkeit von 990 m/s ab, was für Spätkriegswaffen typischer ist als für frühe. Zum Vergleich feuerte die zeitgenössische 2-Pfünder der britischen Armee eine 40-mm-Granate von etwas mehr als 1 kg mit etwa 800 m/s ab, und die 6-Pfünder, die sie ersetzte, feuerte eine 2,3-kg-Granate mit 850 m/s ab.
Die Montage an den Komsomolez war relativ einfach. Sie schnitt im Wesentlichen den Fahrbereich so weit aus, dass der Schlitten in das Loch eingesetzt werden konnte, und schnitt dann die Rückseite des Wagens ab, damit er nicht über die Rückseite des Traktors hinausragte. Das Ergebnis ließ die Waffe mit einem relativ weiten Feuerwinkel zurück, aber wenn sie bis zum Äußersten geschwenkt wurde, platzierte sich der Verschluss weit von der Seite des Fahrzeugs entfernt. Trittbretter aus Holz auf beiden Seiten des hinteren Decks konnten ausgeklappt werden, um dem Schützen und Lader einen Arbeitsbereich zu bieten, wenn die Waffe auf diese Weise geschwenkt wurde.
Obwohl die Fahrer unter leichten Panzerungen geschützt waren, wurden der Schütze und der Lader nur durch einen leichten Waffenschild an der Vorderseite des Verschlusses geschützt. Sie waren an den Seiten und hinten vollständig freigelegt, und das relativ hohe Profil des Decks machte sie zu leichten Zielen.